# Burlap & Satin
Burlap & Satin är ett studioalbum av Dolly Parton, släppt den 18 juni 1983, där country blandas med pop. De flesta låtarna skrev hon själv, men två spår togs från filmen Det bästa lilla horhuset i Texas (Best Little Whorehouse in Texas): "A Cowboy's Ways" (en sång som Burt Reynolds skulle framfört i filmen, vilket klipptes bort) och "A Gamble Either Way". Albumets singel "Potential New Boyfriend" var en 20-i-topp-countrysingel, och till den spelade Dolly Parton in sin första musikvideo någonsin. Willie Nelson sjöng duett med Dolly Parton i en cover på "I Really Don't Want to Know, en hit av Eddy Arnold.

## Låtlista
1. Ooo-Eee (Annie McLoone)
2. Send Me The Pillow That You Dream On (Hank Locklin)
3. Jealous Heart (Dolly Parton)
4. A Gamble Either Way (Dolly Parton)
5. Appalachian Memories (Dolly Parton)
6. I Really Don't Want to Know (Don Robertson/ Howard Barnes) (duett med Willie Nelson)
7. Potential New Boyfriend (Steve Kipner/John Lewis Parker)
8. A Cowboy's Ways (Dolly Parton)
9. One of Those Days (Dolly Parton)
10. Calm on the Water (Dolly Parton)